# 僕らは人生で一回だけ魔法が使える
『僕らは人生で一回だけ魔法が使える』（ぼくらはじんせいでいっかいだけまほうがつかえる）は、日本の朗読劇、およびそれを原作とする日本映画。原作は鈴木おさむ。

## あらすじ
ある村に住む男の子は18歳になると一度だけ魔法が使えるが、その期限は20歳までのわずか2年間。しかも、村の男たちがかつて何のために魔法を使用したのかを知るには自身が魔法を使わないといけない。

## 朗読劇
2019年2月28日から3月1日までヒューリックホール東京にて計5回上演され、同年12月10日から15日まで品川プリンスホテル クラブeXにて初演と同じメンバーで再演された。脚本・演出は鈴乃音。
また、2023年1月9日から11日までヒューリックホール東京にて、母親役のしゅはまはるみを除く演者総入れ替えの形で上演された（脚本・演出およびピアノ演奏は変更なし）。

### 2019年版

#### キャスト
- アキト / ハルヒ：高野洸、眞嶋秀斗（※公演ごとに役を入替）
- ナツキ：松村優
- ユキオ：遠藤史也（イケ家!）
- テツ爺：近藤廉（イケ家!）
- 母：しゅはまはるみ

#### スタッフ
- 演出・脚本：鈴乃音
- ピアノ演奏：高木里代子
- 主催：エイベックス・マネジメント
- 制作：エイベックス・エンタテインメント

### 2023年版

#### キャスト（2023年版）
- 青柳翔
- 佐藤寛太
- 塩野瑛久
- 前田拳太郎
- 櫻井佑樹
- RIKU
- 陣
- 浦川翔平
- 小澤雄太
- 山本彰吾
- SWAY
- 八木将康
- 佐藤大樹
- 藤原樹
- 小野塚勇人
- しゅはまはるみ

#### スタッフ（2023年版）
- 演出・脚本：鈴乃音
- ピアノ演奏：高木里代子

## 実写映画
2025年2月21日に公開された。監督は木村真人、主演は八木勇征。撮影は原作・脚本を手掛けた鈴木の出身地である千葉県を中心に行われた。
なお、鈴木は2024年3月31日をもって放送作家と脚本家を引退したが、「脚本業を引退する前にどうしても朗読劇の映像版を作りたかった」という理由から、引退する1ヶ月前に映画用の脚本を書き上げた。

### キャスト（実写映画）
- アキト：八木勇征[6]
- ハルヒ：井上祐貴[5]
- ナツキ：櫻井海音[5][7]
- ユキオ：椿泰我（IMP.）[5][8]
- エイジ：カンニング竹山[9]
- カズオ：阿部亮平[9]
- 髙橋洋[10]
- 南雲：馬渕英里何[9]
- 平野宏周[10]
- 工藤美桜[10]
- テツ爺：笹野高史[9]
- シンヤ：田辺誠一[9]

### スタッフ
- 原作・脚本：鈴木おさむ
- 監督：木村真人
- 音楽：横山克[11]
- 主題歌：FANTASTICS「春舞う空に願うのは」（rhythm zone）[12]
- エンディングテーマ：FANTASTICS「魔法みたいな日々」（rhythm zone）[13]
- 製作：菊池貞和、岡田美穂、鈴木収、関佳裕、櫻井克彦、石井正幸、菅井敦[11]
- 企画・プロデュース：栗原美和子[11]
- プロデューサー：内海智、布川均、久松大地[11]
- 撮影：田村翔[11]
- DIT：佐々木基成[11]
- 照明：三浦大輔[11]
- 録音：尾上啓太[11]
- 美術プロデューサー：吉田敬、林政之[11]
- アートコーディネーター：渡邊康典、日下創太[11]
- スクリプター：上田悠莉[11]
- 編集：阿部裕生[11]
- VFX：高岡直樹[11]
- サウンドデザイン：近藤隆史[11]
- 音響効果：柴田妃菜子[11]
- 助監督：小松真一[11]
- 制作担当：福西良[11]
- 配給：ポニーキャニオン[5][11]
- 制作：共同テレビジョン[5]
- 製作：映画「僕らは人生で一回だけ魔法が使える」製作委員会[5]